# A Bố Nại
A Bố Nại (Hán tự: 阿布奈 hoặc 阿布鼐, 阿布柰, Abunai; 1635 - 1675) là một thủ lĩnh bộ tộc Sát Cáp Nhĩ (Chahar) thời Thanh sơ, thuộc thị tộc Bác Nhĩ Tế Cát Đặc Mông Cổ. Ông là con trai của Lâm Đan hãn, em trai thủ lĩnh Mông Cổ Ngạch Triết, vị Khả hãn cuối cùng của Bắc Nguyên.

## Tiểu sử

### Thân thế
A Bố Nại là con trai nhỏ nhất của Lâm Đan hãn, mẹ là Nang Nang Phúc tấn. Ông được sinh chỉ vài ngày sau khi thân phụ qua đời. Sau khi anh ông là Ngạch Triết đầu hàng Hậu Kim, được Đại hãn Hoàng Thái Cực phong làm Sát Cáp Nhĩ Thân vương. Mẹ ông cũng được nạp làm Phúc tấn.

### Sát Cáp Nhĩ Thân vương
Sau khi anh trai Ngạch Triết qua đời năm 1641, ông kế vị vai trò thủ lĩnh bộ tộc Sát Cáp Nhĩ. Năm 1645, theo tập tục Mông Cổ, Phu nhân của Ngạch Triết là Công chúa Mã Khách Tháp nhà Thanh tái giá với ông, về sau sinh hạ 2 người con trai là Bố Nhĩ Ni và La Bố Tàng (罗布藏, Lubuzung). Năm 1648, ông được Thuận Trị gia thụ Kỵ đô úy. Năm 1651, ông được tập phong tước vị Sát Cáp Nhĩ Thân vương.
Việc Thanh đế Hoàng Thái Cực gả Công chúa Mã Khách Tháp có mẹ là Hoàng hậu Triết Triết, người bộ tộc Khoa Nhĩ Thấm Mông Cổ, là nhằm mục đích tạo ra sự liên kết chính trị với người Mông Cổ. Tuy nhiên, mặc dù phải chịu khuất phục trước sức ép của người Mãn Châu, các quý tộc Mông Cổ vẫn nuôi giữ ý định khôi phục vinh quang của Đế quốc Mông Cổ. A Bố Nại với tư cách là hậu duệ của các Khả hãn Bắc Nguyên, nhiều lần công khai thể hiện sự bất mãn của mình đối với quyền lực thống trị của người Mãn, nhất là từ khi nhà Thanh chiếm được Trung Nguyên rộng lớn và ngôi vị quân chủ lại được nắm giữ bởi vị Hoàng đế trẻ con Khang Hi. Năm 1669, Khang Hi bất ngờ hạ chiếu đoạt tước Sát Cáp Nhĩ Thân vương của A Bố Nại và giam giữ ông ở Thịnh Kinh. Để vỗ an, Khang Hi trao tước vị Thân vương lại cho Bố Nhĩ Ni, đồng thời ban hôn con gái của An Thân vương Nhạc Lạc cho Bố Nhĩ Ni.

### Kết cục
Năm 1675, khi mà quân Thanh liên tục bị thất bại trên chiến trường, Bố Nhĩ Ni cùng La Bố Tàng khởi binh phản Thanh, cùng dự định sẽ cứu A Bố Nại. Tuy nhiên, Khang Hi đã sớm có kế hoạch đối phó. Trái với dự định của Bố Nhĩ Ni, hầu hết các bộ tộc Mông Cổ khác đều án binh bất động, chỉ có khoảng 3.000 chiến binh của bộ tộc Sát Cáp Nhĩ tham gia nổi loạn. Bên cạnh đó, Khang Hi lệnh cho Tín Quận vương Ngạc Trát làm Phủ viễn Đại tướng quân suất binh bình định cuộc nổi loạn của Bố Nhĩ Ni. Trong trận giao chiến tại Đạt Lộc ngày 20 tháng 4 năm 1675, quân Bố Nhĩ Ni bị quân Thanh đánh bại tan tát. Bản thân huynh đệ Bố Nhĩ Ni sau đó cũng bị Ngạch phò (Phò mã) Sa Tân, người bộ tộc Khoa Nhĩ Thấm bắt giữ và giết chết. Khang Hi sau đó cũng ra lệnh xử tử A Bố Nại, lúc đó đang bị giam giữ. Các thành viên của bộ tộc, trừ các Tôn nữ Hoàng tộc nhà Thanh, đều bị đày đi biên ải ở Đại Đồng, Tuyên Hóa. Về sau, bị biên vào Sát Cáp Nhĩ Bát kỳ.